# 레나 라우제미스
레나 라우제미스(Lena Lauzemis, 1983년 1월 15일 ~ )는 독일의 배우, 영화배우이다.
베를린에서 태어났다.

## 영화
- 아담과 에블린 (2018년)
- 히든 리저브 (2016년)
- 어 헤비 하트 (2015년)
- 하녀 린 (2014년)
- 이프 낫 어스, 후? (2011년)